# Justizvollzugsanstalt Wuppertal-Vohwinkel

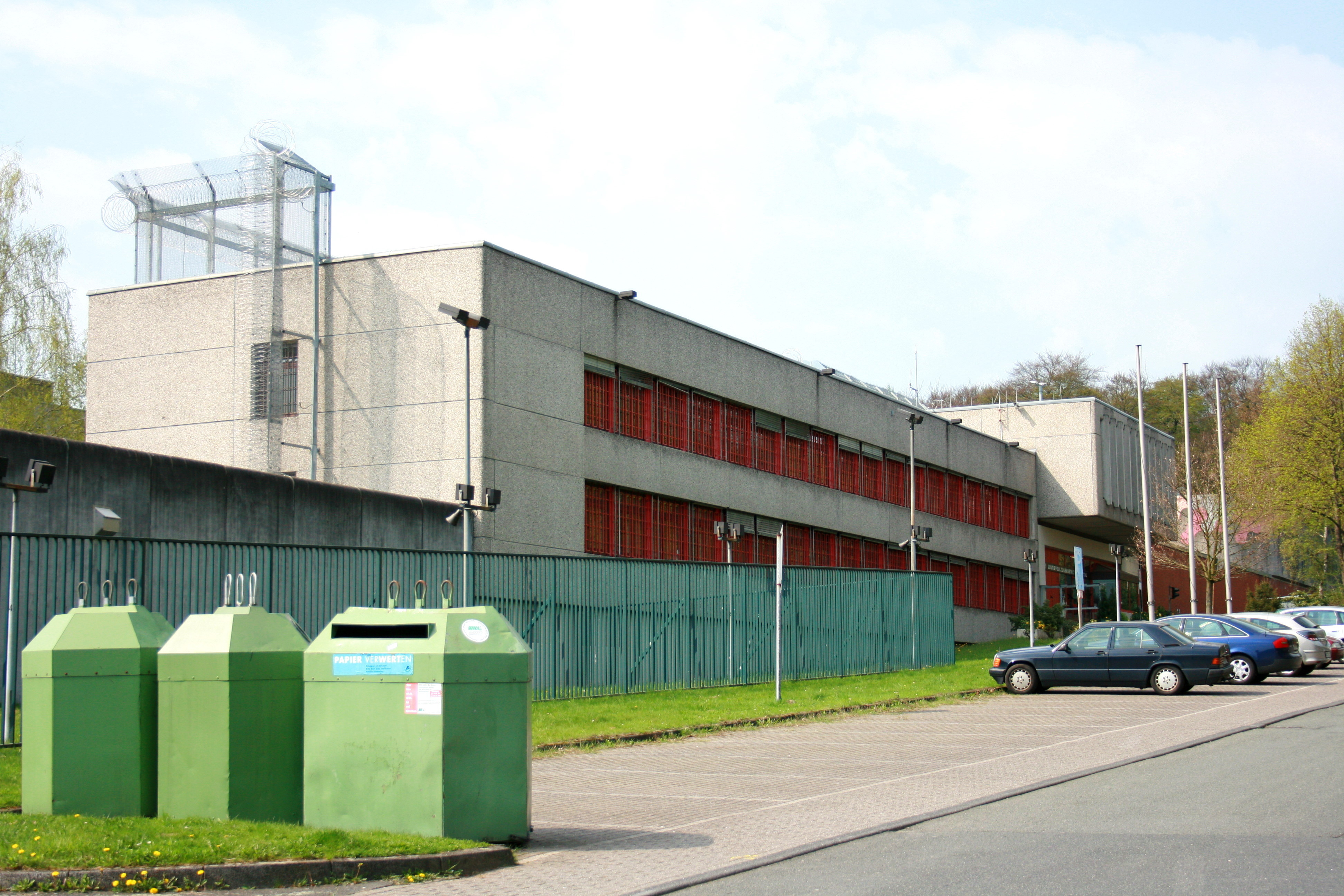
Eingangsbereich der JVA Wuppertal-Vohwinkel (2009)

Die Justizvollzugsanstalt Wuppertal-Vohwinkel, in der Bevölkerung auch Justizvollzugsanstalt Simonshöfchen genannt, ist eine von zwei Justizvollzugsanstalten in Wuppertal. Sie trug bis Dezember 2010 die Bezeichnung Justizvollzugsanstalt Wuppertal, wurde aber aufgrund der Eröffnung der Justizvollzugsanstalt Wuppertal-Ronsdorf mit Wirkung vom 1. Dezember 2010 zur Unterscheidung in Justizvollzugsanstalt Wuppertal-Vohwinkel umbenannt.

## Geschichte
Die Justizvollzugsanstalt Wuppertal wurde 1980 im Wohnquartier Osterholz des Wuppertaler Stadtbezirks Vohwinkel als Ersatz der alten, in Elberfeld gelegenen Justizvollzugsanstalt Wuppertal am Bendahl errichtet, die mit Eröffnung der neuen JVA geschlossen wurde. Die Bausumme betrug ca. 100 Millionen DM. Die 840 Meter lange Mauer umfasst eine Fläche von 47.250 m². Der Name Simonshöfchen leitet sich von dem Bauplatz der JVA ab, die auf dem Gelände einer Außenstelle der nahen Hofschaft Simonshof errichtet wurde. Das Gefängnis besitzt verteilt auf drei Hafthäusern 495 Haftplätze, davon 394 Einzelhafträume.
Seit Ende 2017 finden für mehrere 100 Millionen Euro umfangreiche Umbau- und Sanierungsmaßnahmen der Justizvollzugsanstalt Wuppertal-Vohwinkel statt.

## Zuständigkeit
Die JVA Wuppertal-Vohwinkel ist zuständig für die Vollstreckung von:
- Untersuchungshaft, Auslieferungs- und Durchlieferungshaft an Erwachsenen
- Freiheitsstrafe bis unter drei Monaten
- Freiheitsstrafe (Erstvollzug) von drei Monaten bis einschließlich zwei Jahre
- Freiheitsstrafe (Regelvollzug) von drei bis einschließlich 18 Monate
- Freiheitsstrafe von mehr als 24 Monaten bis einschl. 48 Monate an Ausländern[4]

Die Zuständigkeiten der Justizvollzugsanstalten in Nordrhein-Westfalen sind im Vollstreckungsplan des Landes NRW geregelt (AV d. JM v. 16. September 2003 – 4431 – IV B. 28 -).

## Arbeitsplätze in der JVA
Die JVA Wuppertal-Vohwinkel hat 230 Bedienstete. Die Anstaltsleitung besteht aus zwei Mitarbeitern. Weiter werden drei Geistliche, ein Arzt, vier Psychologen und acht Sozialarbeiter beschäftigt. Dem Allgemeinen Vollzugsdienst gehören 181 Stellen an. Die Zahl der Technischen Angestellten und Werkbeamten werden mit zwölf Stellen angegeben. Die restlichen Stellen liegen im Bereich der Verwaltung.